# Leptohymenium hokinense
Leptohymenium hokinense là một loài Rêu trong họ Hylocomiaceae. Loài này được Besch. mô tả khoa học đầu tiên năm 1892.